# 兩公婆八條心
《兩公婆八條心》，是1986年上映的一部香港科幻片，由曾志偉、盧堅、張堅庭執導，洪金寶監製，曾志偉、陳友、張堅庭主演。

## 劇情
- 第一單元：龍的種
在未來世界，生育完全由科技控制。希望生育的夫婦都須獲得生育“名額”，有社會地位人士可透過“龍種公司”為自己配對被認為最好的基因。龍哥（余安安 飾）和淑嫻（曾志偉 飾）是一對希望生育的夫妻，但他們對“下一代”有不同的見解，以致夫妻離異，淑嫻決定以男兒之身十月懷胎產下自己的孩子。
- 第二單元：本來面目
某日，一名市民於海邊發現一頭骨，由於這塊頭骨殘缺不全，警方不能確認其身份，故找來復顏專家陳武（陳友 飾）協助破案。陳武受到警方派來的助手Winnie（渡邊良子 飾）啟發，確定頭骨屬於劉志強（林威 飾）的太太，可是陳武最後發現這其實是一宗殺妻騙保險金的陰謀。
- 第三單元：雙生傷生
一名身為人夫的男人（張堅庭 飾）有了外遇，正好要向妻子（葉童 飾）提出離婚時，其妻突然把他迷暈及綁架，反向他坦白其身份原來不是其真正的妻子。

## 演員表
(一)龍的種
| 演員     | 角色     |
| 曾志偉   | 淑嫻     |
| 余安安   | 龍哥     |
| 古嘉露   | 產科醫生 |
| 溫拿五虎 | 客串     |

(二) 本來面目
| 演員     | 角色       |
| 陳友     | 復顏師陳武 |
| 樓南光   | 超那星沙展 |
| 渡邊良子 | Winne      |
| 林威     | 劉志強     |

(三)雙生傷生
| 演員   | 角色       |
| 張堅庭 | 哥哥／弟弟 |
| 葉童   | 姐姐／妹妹 |
| 錢慧儀 | 小三       |

## 外部連結
- 香港影庫上《兩公婆八條心》的資料（繁體中文）
- 互联网电影数据库（IMDb）上《兩公婆八條心》的资料（英文）